# Бёш, Гарт
Гарт Вернон Бёш (англ. Garth Vernon Boesch, 7 октября 1920, Майлстоун, Саскачеван, Канада — 14 мая 1998) — бывший канадский хоккеист, защитник. Провёл 4 сезона в Национальной хоккейной лиге, выступал за команду «Торонто Мейпл Лифс».

## Игровая карьера
Гарт Бёш родился в Майлстоуне (Саскачеван), где и начал свою хоккейную карьеру в местной юниорской хоккейной лиге в команде «Нотр-Дам Хаундс». До 1945 года он выступал в любительских командах «Реджайна Рейнджерс», «Летбридж Мейпл Лифс» и «Летбридж Бомберс». В сезоне 1945/46 он подписал свой первый профессиональный контракт с командой Американской хоккейной лиги «Питтсбург Хорнетс». В 43 матчах за новую команду он набрал 24 (15+9) очка, чем привлёк к себе внимание менеджеров «Торонто Мейпл Лифс»
Летом 1946 года Бёш подписал контракт с «Торонто» и за 4 года, проведённых в команде, выиграл 3 Кубка Стэнли. В «Мейпл Лифс» он играл обычно в паре с Биллом Барилко, с которым они образовали так называемую «Мажино лайн». В 1950 году в возрасте 29 лет Гарт Бёш завершил свою игровую карьеру.

## Статистика
| Легенда | Легенда                    | Легенда | Легенда                   | Легенда | Легенда    |
| ------- | -------------------------- | ------- | ------------------------- | ------- | ---------- |
| И       | Количество проведённых игр | Штр     | Штрафное время            | +/−     | Плюс-минус |
| Г       | Голы                       | П       | Голевые передачи          | О       | Очки       |
| -       | Статистика неизвестна      | —       | Статистика не учитывалась |         |            |

### Матчи всех звёзд НХЛ
- Статистика приведена по данным сайта NHL.com

## Достижения

### Командные
НХЛ
| Год              | Команда            | Достижение   |
| ---------------- | ------------------ | ------------ |
| 1947, 1948, 1949 | Торонто Мейпл Лифс | Кубок Стэнли |